# 維澤群島
65°40′S 65°37′W / 65.667°S 65.617°W

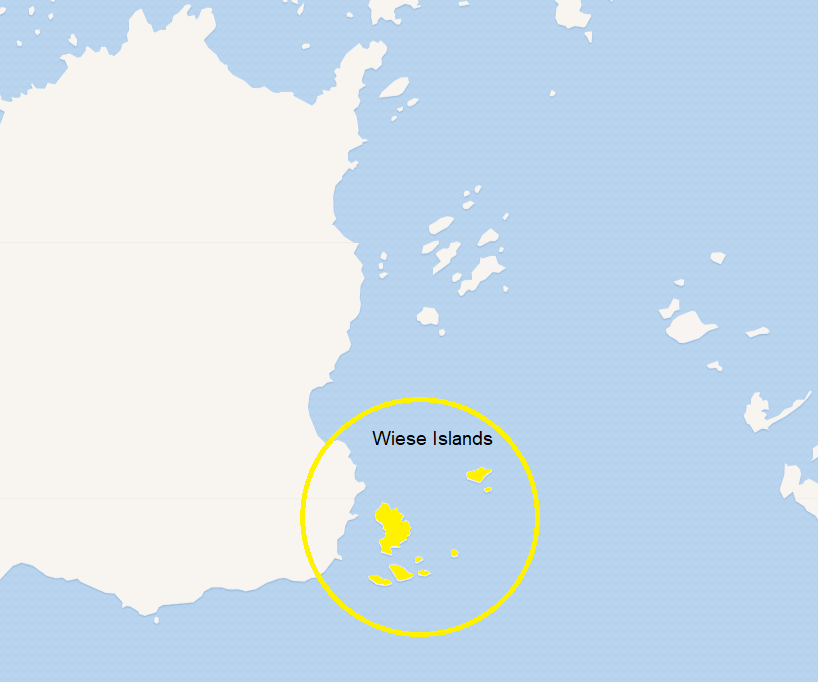
維澤群島位於雷諾島（左）的東北方

維澤群島（Wiese Islands），是南極洲的群島，位於雷諾島東北方，卡雷林群島以南4.6公里，屬於比斯科群島的一部分，在1957年被繪入阿根廷地圖，現時由南極條約體系管理。